# Nanette Barragán
Nanette Diaz Barragán (nasceu a 15 de setembro de 1976) é uma advogada e política, que serve como congressista na Câmara dos Representantes dos Estados Unidos pelo distrito congressional 44 da Califórnia desde 2017. Sendo membro do partido Democrata, ela era uma vereadora da cidade de Hermosa Beach de 2013 a 2015.

## Infância e educação
Barragán nasceu em Harbor City, em Los Angeles; ela é a irmã mais nova de 11 irmãos, criada por imigrantes mexicanos em Torrance e arredores, onde estudou na North Torrance High School e jogou softball. Ela obteve o seu bacharelado em ciências políticas com especialização em políticas públicas na Universidade da Califórnia, em Los Angeles, em 2000, e o seu doutorado em direito na Universidade do Sul da Califórnia em 2005, onde atuou no Interdisciplinary Law Journal.
Durante a sua faculdade e até 2003, Barragán atuou como Diretora Executiva da Fundação Gillian S. Fuller (antiga Fundação Fuller), onde era responsável pelo financiamento de organizações sem fins lucrativos focadas na educação, no meio ambiente e em programas para jovens. As organizações financiadas incluem Heal the Bay, The Nature Conservancy, o Conselho de Defesa dos Recursos Naturais, Para Los Niños, Proyecto Pastoral e Literacy Partners.

## Carreira na política

### Câmara Municipal deHermosa Beach
Em 2013, Barragán concorreu à Câmara Municipal de Hermosa Beach, lutando contra a proposta de uma petroleira de perfurar 34 poços injetores de óleo e água em Hermosa Beach e na baía de Santa Monica. Ela venceu contra seis outros candidatas, tornando-se a primeira latina eleita para o conselho e a primeira mulher em dez anos.
Barragán renunciou ao cargo em 31 de julho de 2015 para candidatar-se ao Congresso pelo 44º distrito do estado.

## Câmara dos Representantes dos Estados Unidos

### Eleições

#### 2016

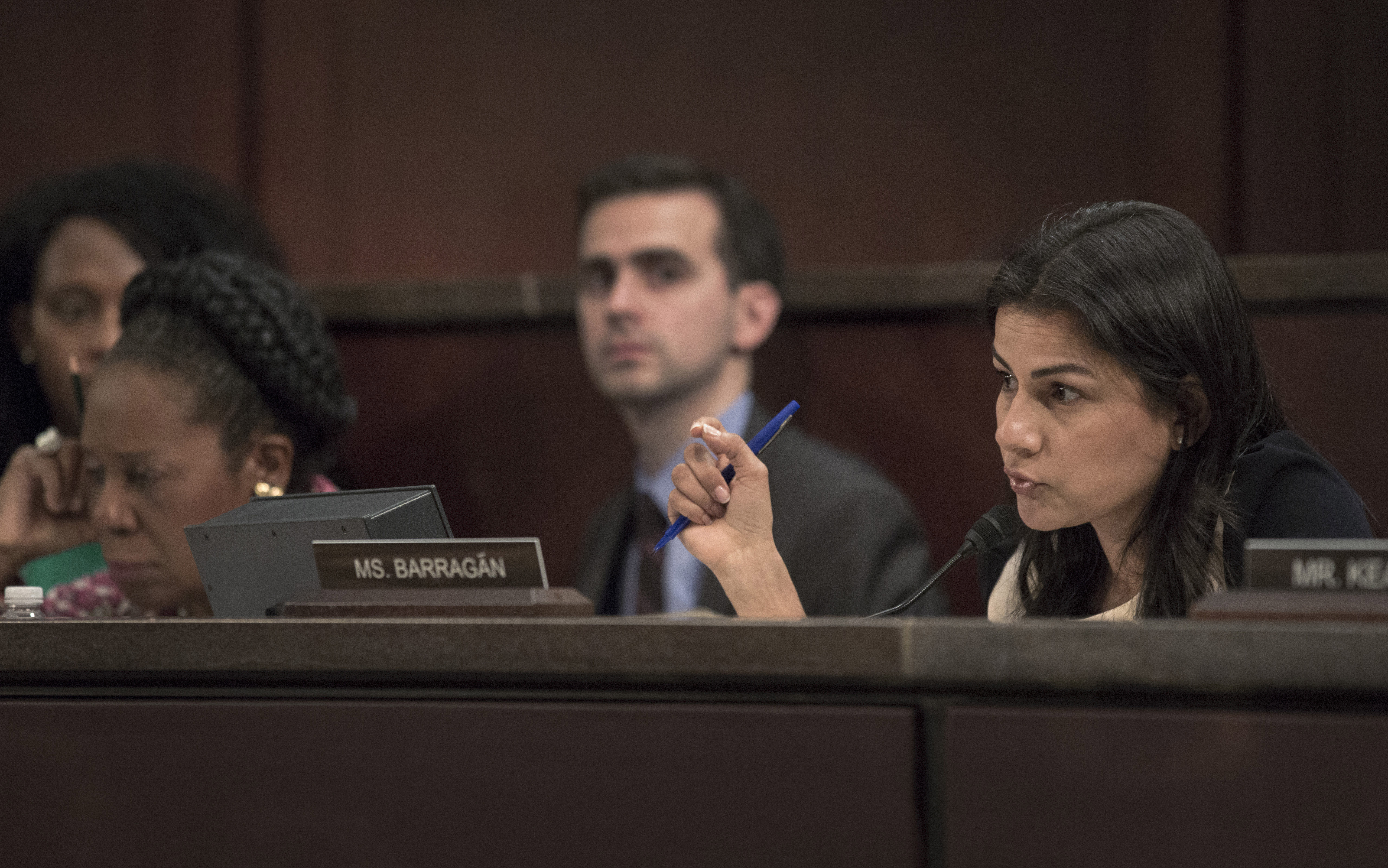
Barragán faz perguntas numa audiência sobre alfândega e sobre a proteção das fronteiras dos EUA.

Barragán anunciou oficialmente a sua candidatura ao 44º distrito congressional da Califórnia no Dia da Igualdade Salarial em meados de abril de 2015. A cadeira estava sendo desocupada pela democrata Janice Hahn, que havia decidido candidatar-se ao Conselho de Supervisores do Condado de Los Angeles.
Em junho de 2015, Barragán disse: "O distrito é aquele em que apenas 60% formam-se no ensino médio e 10% vão para a faculdade. É assim que as pessoas vivem. Sou um daqueles 10% que superam as probabilidades. (...) Realizei o sonho americano. Agora estou voltando para casa para garantir que outros tenham a mesma chance de realizar o esse sonho".
Depois de anunciar a sua candidatura, Barragán recebeu endossos importantes, incluindo EMILY's List, uma apoiadora de destaque nacional dos candidatas democratas; a Convenção Política Nacional das Mulheres (NWPC); a Liga de Eleitores de Conservação da Califórnia (CLCV); o Projeto Vitória Latino; o ex- prefeito de South Gate, Henry Gonzalez; Os membros do South Gate Council Bill De Witt, Maria Davila e Belen Bernal; A Comissária Carson, Janice Schaffer; e muitos membros do Congresso, incluindo os representantes Linda Sanchez, Lucille Roybal-Allard, Eric Swalwell, Raul Ruiz, Ruben Gallego,Joaquin Castro e Lois Frankel.
Nas eleições gerais de 8 de novembro, Barragán derrotou o senador estadual Isadore Hall III.

#### 2018
Nas eleições gerais de 6 de novembro de 2018, Barragán enfrentou a prefeita de Compton Aja Brown, que retirou-se da campanha em abril devido à gravidez do primeiro filho. Barragán derrotou Brown.

#### 2020
Nas eleições gerais de 3 de novembro de 2020, Barragán enfrentou a colega democrata Analilia Joya e venceu por 139.661 votos (67,8%) a 66.375 (32,2%).

## Vida pessoal
Barragán assiste e joga beisebol. No ensino médio, ela fez uma petição à liderança da escola para permitir que as meninas fizessem um teste para o time de beisebol da escola. O seu time favorito é o Los Angeles Dodgers. Em 2018, ela foi convidada para lançar o primeiro arremesso cerimonial no Dodgers Stadium. Desde 2017, Barragán jogou no Congresso Anual de Beisebol. Ela também jogou no Congressional Women's Softball Game.